# Granges-Narboz
Granges-Narboz ist eine französische Gemeinde mit 1.355 Einwohnern (Stand: 1. Januar 2022) im Département Doubs in der Region Bourgogne-Franche-Comté.

## Geographie
Granges-Narboz liegt auf 842 m über dem Meeresspiegel, etwa vier Kilometer südwestlich der Stadt Pontarlier (Luftlinie). Das Dorf erstreckt sich im Jura, am südlichen Rand des weiten Hochplateaus von Arlier (Pontarlier-Frasne), am Nordfuß der Montagne du Laveron.
Die Fläche des 16,22 km² großen Gemeindegebiets umfasst einen Abschnitt des französischen Juras. Der nördliche Teil des Gebietes wird vom Hochplateau von Arlier eingenommen, das durchschnittlich auf 820 m liegt. Es ist teils von Wiesland, teils von Moorgebieten bedeckt und wird durch zwei kurze Bäche nordwärts zum kanalisierten Drugeon entwässert. Nach Süden erstreckt sich das Gemeindeareal über einen bewaldeten Hang auf den breiten Höhenrücken der Montagne du Laveron, der in geologisch-tektonischer Hinsicht eine Antiklinale des Faltenjuras bildet. Hier wird mit 1025 m die höchste Erhebung von Granges-Narboz erreicht. Diese Hochflächen zeigen ein lockeres Gefüge von Weideland und Wald. Es gibt hier keine oberirdischen Fließgewässer, weil das Niederschlagswasser im verkarsteten Untergrund versickert.
Die Gemeinde Granges-Narboz besteht aus verschiedenen Ortsteilen, Weilern und Einzelhöfen, darunter:
- Granges-l’Église (839 m) am Nordfuß der Montagne du Laveron
- Granges-Dessous (831 m) am Nordfuß der Montagne du Laveron
- Granges-Dessus (999 m) auf der Hochfläche der Montagne du Laveron

Nachbargemeinden von Granges-Narboz sind Chaffois, Houtaud und Pontarlier im Norden, La Cluse-et-Mijoux im Osten, Oye-et-Pallet und La Planée im Süden sowie Sainte-Colombe im Westen.

## Geschichte
Im Mittelalter gehörte Granges-Narboz zur Herrschaft von Pontarlier. Zusammen mit der Franche-Comté gelangte das Dorf mit dem Frieden von Nimwegen 1678 an Frankreich.

## Sehenswürdigkeiten

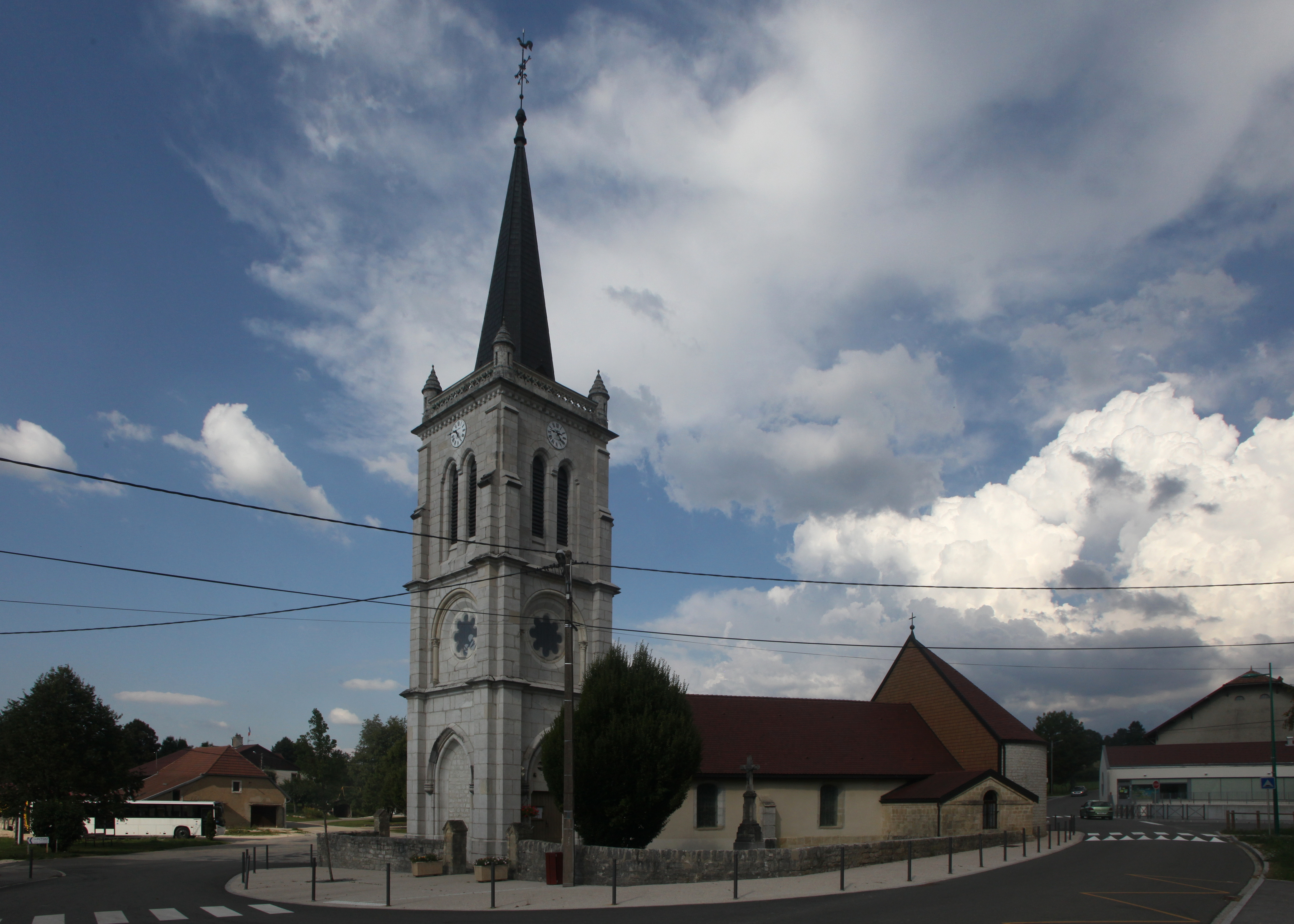
Kirche Sainte-Brigide

Die Dorfkirche Sainte-Brigide in Granges-l’Église wurde ab 1632 erbaut und zeigt Formen des spätgotischen Flamboyantstils.

## Bevölkerung
| Jahr                       | 1962 | 1968 | 1975 | 1982 | 1990 | 1999 | 2006 | 2016 |
| Einwohner                  | 217  | 249  | 401  | 434  | 519  | 627  | 669  | 1194 |
| Quellen: Cassini und INSEE |      |      |      |      |      |      |      |      |

Mit 1355 Einwohnern (1. Januar 2022) gehört Granges-Narboz zu den kleinen Gemeinden des Départements Doubs. Nachdem die Einwohnerzahl in der ersten Hälfte des 20. Jahrhunderts abgenommen hatte (1896 wurden noch 309 Personen gezählt), wurde seit Beginn der 1970er Jahre wieder ein deutliches Bevölkerungswachstum verzeichnet. Seither hat sich die Einwohnerzahl verdreifacht.

## Wirtschaft und Infrastruktur
Granges-Narboz war bis weit ins 20. Jahrhundert hinein ein vorwiegend durch die Landwirtschaft, insbesondere Milchwirtschaft und Viehzucht, sowie durch die Forstwirtschaft geprägtes Dorf. Daneben gibt es heute einige Betriebe des Klein- und Mittelgewerbes, darunter eine moderne Käserei und Unternehmen der Branchen Holzverarbeitung und Werbung. Mittlerweile hat sich das Dorf auch zu einer Wohngemeinde gewandelt. Viele Erwerbstätige sind Wegpendler, die in den größeren Ortschaften der Umgebung ihrer Arbeit nachgehen.
Die Ortschaft liegt abseits der größeren Durchgangsstraßen an einer Departementsstraße, die von Pontarlier nach La Rivière-Drugeon führt. Das Gebiet wird von der Eisenbahnlinie durchquert, die Frasne mit Pontarlier und Neuenburg verbindet.